# Michael Tykgaard
Michael Tykgaard (7 juni 1977) is een Deens voetbalscheidsrechter. Hij is in dienst van FIFA en UEFA sinds 2012.
Op 11 juli 2013 debuteerde Tykgaard in Europees verband tijdens een wedstrijd tussen Skonto FC en FC Tiraspol in de voorronde van de UEFA Europa League. De wedstrijd eindigde op 1–0 en Durieux gaf drie gele kaarten. Gelet het feit dat de heenwedstrijd ook op 1–0 eindigde werden verlengingen gespeeld. Niemand kwam tot scoren en de strafschoppenreeks werd door Skonto met 4–2 gewonnen.
Zijn eerste interland floot hij op 31 augustus 2016, toen Estland 1–1 gelijkspeelde tegen Malta.

## Interlands
| Datum            | Plaats         | Wedstrijd       | Uitslag | Competitie        | Kreeg geel | Kreeg voor de tweede keer geel en dus rood | Weggestuurd |
| ---------------- | -------------- | --------------- | ------- | ----------------- | ---------- | ------------------------------------------ | ----------- |
| 31 augustus 2016 | Pärnu, Estland | Estland – Malta | 1 – 1   | Vriendschappelijk | 2          | 0                                          | 0           |

Laatste aanpassing op 7 september 2018